# Fladalandet, Raseborg
Fladalandet är en ö i Finland.   Den ligger i kommunen Raseborg i den ekonomiska regionen  Raseborg  och landskapet Nyland, i den södra delen av landet, 90 km väster om huvudstaden Helsingfors. Arean är 0,53 kvadratkilometer.
Terrängen på Fladalandet är mycket platt. Öns högsta punkt är 17 meter över havet. Den sträcker sig 1,0 kilometer i nord-sydlig riktning, och 1,2 kilometer i öst-västlig riktning.  I omgivningarna runt Fladalandet växer i huvudsak barrskog.